# 一牛斎歓仲
一牛斎歓仲（いちごさい よしなか）は、戦国時代から安土桃山時代の人物。豊臣秀吉の重臣。名は能得（のうとく）ともいい、一牛斎または帥法印歡仲として数多くの書状に名を残している。

## 略歴
豊臣家の家人。前歴不明で帥法印に任じられていることから僧かそれに準じる立場であったと思われるが、詳細不明。
天正10年（1582年）10月、姫路城の留守居を務めた。
天正12年（1584年）11月20日付けの書状（安井文書）で、伊藤秀盛、蒔田久勝、石河光茂（加介）、小出秀政らととも連署して久寶寺の年貢の裁定を発給しており、文章のなかで言及される寺沢広政を含めた6名は秀吉の初代側近六人衆とされる。
天正14年（1586年）、太宰帥法印に叙任され河内若江郡などで蔵入代官を務めた後に高野山へ移る。
大坂城に勤務し、大坂城城代も努めた。朝鮮出兵では水運業務や各大名の人質の受け入れを担当。晩年には播磨で代官を務めた。

## 人物
鶴松や秀頼の誕生を寺院に祈願している。